# Glenn Gould Prize
Il Glenn Gould Prize è un premio musicale internazionale assegnato dalla Glenn Gould Foundation in onore del pianista canadese Glenn Gould. Il premio viene conferito ogni due anni in maniera individuale a personalità che si contraddistinguono per il loro contributo nel campo musicale e della comunicazione.

## Premi
Laureates
- 1987 R. Murray Schafer, Canada
- 1990 Yehudi Menuhin, USA/Svizzera/Gran Bretagna
- 1993 Oscar Peterson, Canada
- 1996 Tōru Takemitsu, Giappone
- 1999 Yo-Yo Ma, Francia/USA
- 2002 Pierre Boulez, Francia
- 2005 André Previn, Germania/USA
- 2008 José Antonio Abreu, Venezuela
- 2011 Leonard Cohen, Canada
- 2013 Robert Lepage, Canada

Protégés
- 1993 Benny Green
- 1996 Tan Dun
- 1999 Wu Man
- 2002 Jean-Guihen Queyras
- 2005 Roman Patkoló
- 2008 Gustavo Dudamel
- 2011 The Children of Sistema Toronto
- 2013 L'orchestre d'hommes-orchestres